# Marquinho Mendes
Marcos da Rocha Mendes, conhecido como Marquinho Mendes (Cabo Frio, 27 de fevereiro de 1959), é um político brasileiro filiado ao MDB. Foi prefeito de Cabo Frio entre 2005 e 2012, com dois mandatos consecutivos, e entre 2017 e 2018, sendo no último ano cassado pelo Tribunal Superior Eleitoral (TSE) por improbidade administrativa devido ao abuso de poder econômico e político, como na distribuição irregular de materiais de construção e contratação excessiva de concursados. Anteriormente, foi eleito vereador na cidade em 1992 e, inclusive, desempenhou funções como vice-prefeito, deputado estadual e federal.

## Carreira política
Dando continuidade ao legado político de seu pai, o deputado Wilson Mendes, Marquinho entrou para a vida pública em 1992 sendo eleito o Vereador mais votado daquele pleito. Em seguida, por uma eleição interna, assumiu como presidente da Câmara Municipal. Em 1996 foi convidado para ser vice-prefeito de Cabo Frio.

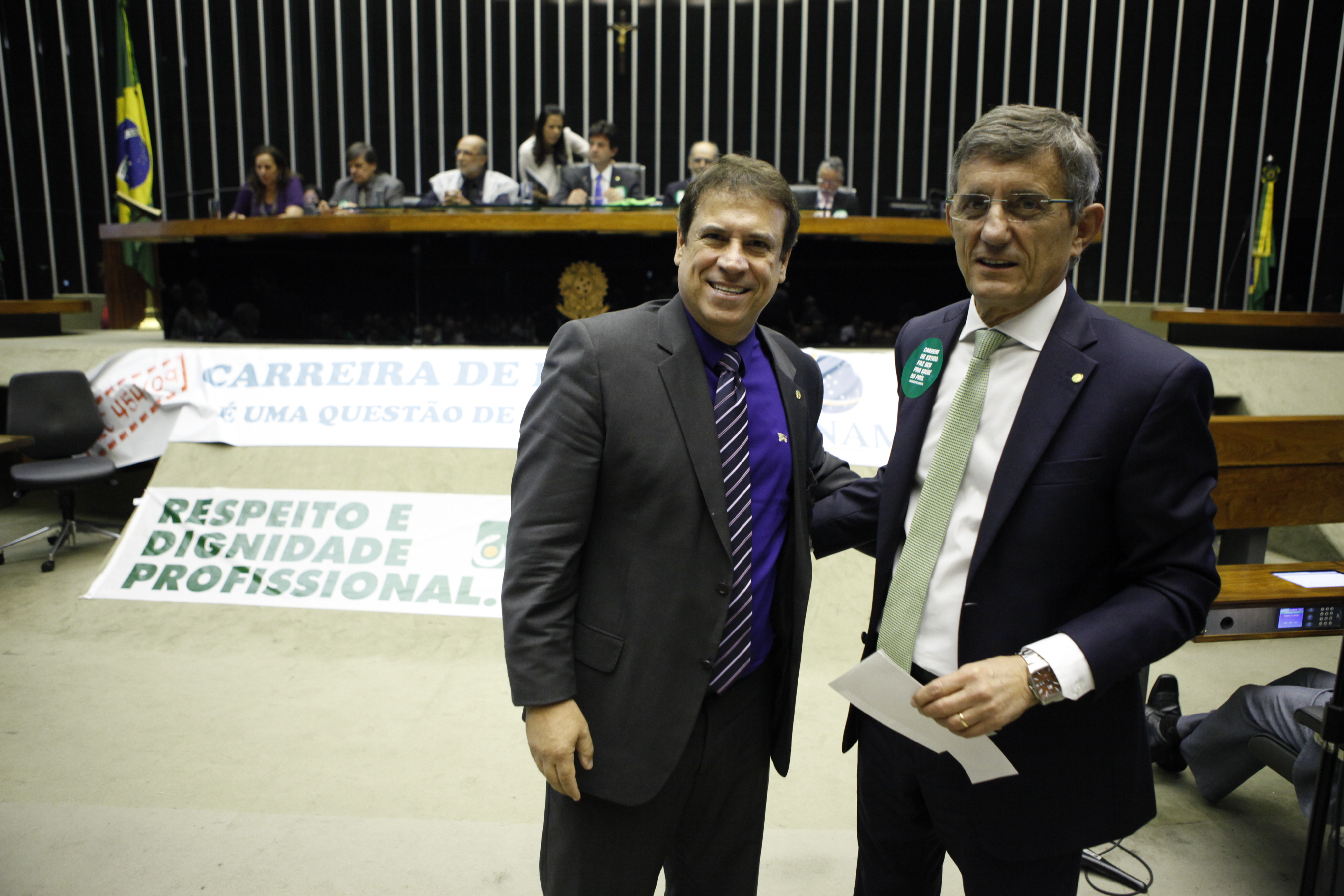
Marquinho Mendes como deputado federal juntamente do outro deputado Darcísio Perondi na Câmara dos Deputados

Com um trabalho na política regional, em 1998 foi eleito deputado estadual. Em 2004 foi eleito prefeito de Cabo Frio e se reelegeu em 2008 com 14 mil votos de diferença do segundo colocado. Nas eleições de 2014, Marquinho Mendes atingiu a marca de 45.581 votos e assumiu em 2015 como o deputado federal mais votado da Região. Em 12 de setembro de 2016, foi efetivado deputado federal, após a cassação de Eduardo Cunha. 
Em 2016 é eleito novamente prefeito de Cabo Frio pela terceira vez tendo 44.161 votos. Em dezembro de 2017 seu governo foi alvo da Operação Basura, realizada pela Polícia Federal do Brasil, que investiga crimes de corrupção ativa e passiva, gestão fraudulenta, lavagem de dinheiro, organização criminosa e recebimento de vantagem indevida dentro da Companhia de Serviços de Cabo Frio (Comsercaf), autarquia municipal responsável pela coleta de lixo e demais serviços de limpeza do município de Cabo Frio.
Em 24 de abril de 2018, com base na "Lei da Ficha Limpa", Marquinhos Mendes foi cassado e perdeu seu cargo de prefeito por 'abuso de poder econômico ou político'; o julgamento do caso se deu no Plenário do Tribunal Superior Eleitoral; novas eleições na cidade de Cabo Frio foram marcadas pelo Tribunal Regional Eleitoral do Rio de Janeiro. Na acusação que deu origem à cassação de Marquinho Mendes, o Ministério Público apontou irregularidades na gestão de Marquinhos em 2012, como abertura de créditos adicionais e despesas com pessoal excedendo orçamentos. O prefeito teria feito distribuição gratuita de materiais de construção e contratado número de funcionários maior que o número de concursados.
Marquinhos tentou disputar a eleição suplementar de 2018, porém sua candidatura foi derrubada pelo Tribunal de Justiça do Estado do Rio de Janeiro (TJERJ).
No ano de 2020, embora inelegível, tentou disputar o cargo de prefeito em Cabo Frio, visando um possível quarto mandato. No entanto, não obteve êxito, ficando somente na terceira posição com 8 928 dos votos (8,89%).
Em 2024, candidatou-se novamente à prefeitura de Cabo Frio. Contudo, teve suas contas rejeitadas de sua gestão em 2017 pelo Tribunal de Contas do Estado do Rio de Janeiro (TCE-RJ) anteriormente em 12 de dezembro de 2023. Em 23 de julho de 2024, o Tribunal de Contas da União (TCU) aceitou suas contas e confirmou sua elegibilidade. No entanto, uma nova reunião foi feita no dia 30 de julho, onde os ministros do TCU rejeitaram, por unanimidade, os embargos e a liminar, que traria a elegibilidade do ex-prefeito, foi negada, fazendo com que Mendes retornasse a ser inelegível por oito anos. Em 15 de agosto, o ex-prefeito desistiu da disputa, anunciando oficialmente o seu apoio à Magdala Furtado, prefeita de Cabo Frio.